# بونتا تومبو

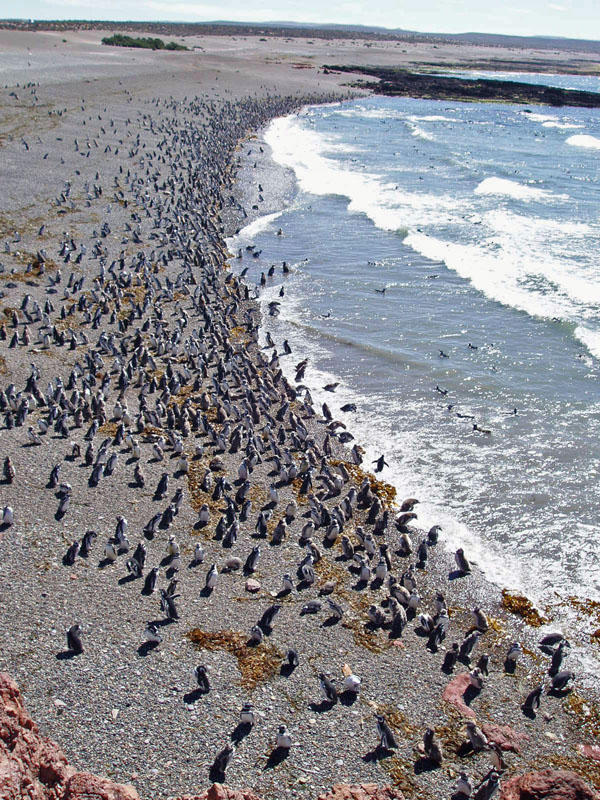
طيور البطريق في بونتا تومبو

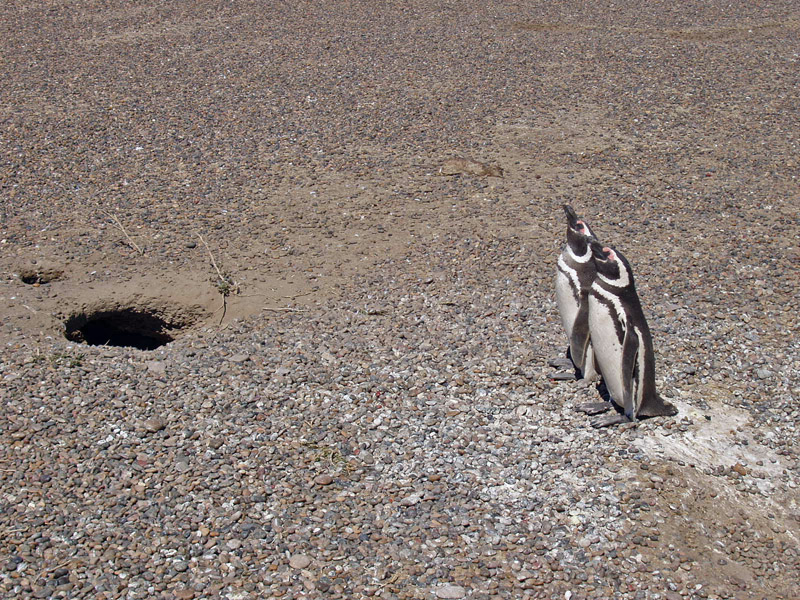
زوج من طيور البطريق الماجلاني

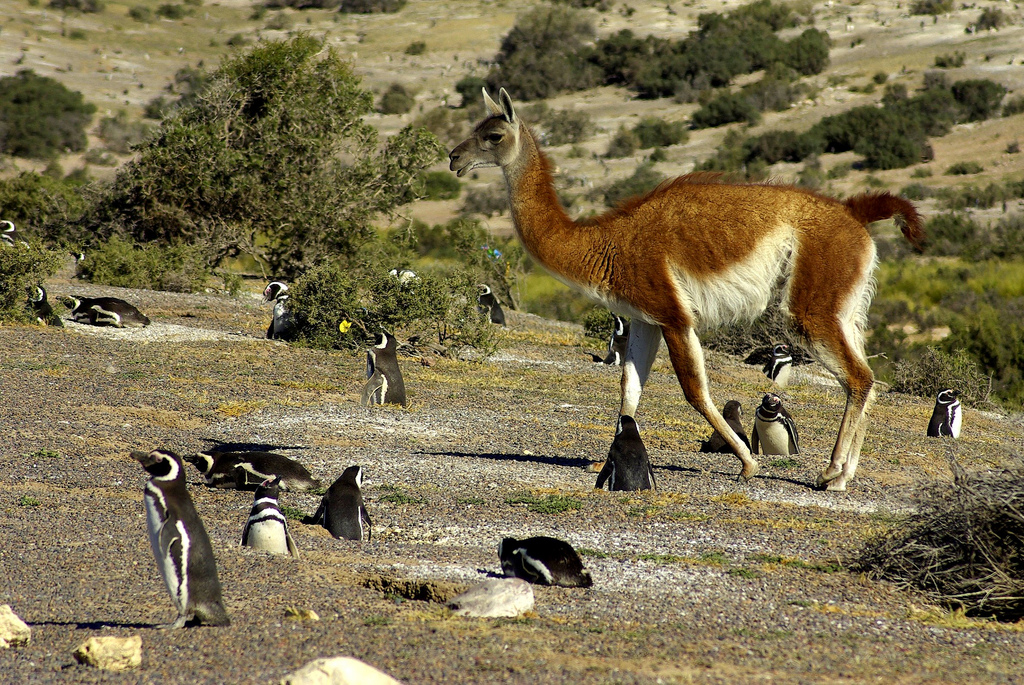
غوناق مع طيور البطريق

بونتا تومبو هي شبه جزيرة تقع في المحيط الأطلسي على بعد 110 كم (68 ميل) جنوب تريليو في مقاطعة تشوبوت بالأرجنتين، حيث توجد مستعمرة كبيرة من طيور البطريق الماجلاني، وهي أكبر مستعمرة في الأرجنتين. تقع على بعد مسافة قصيرة شمال كامارونيس.

## محمية طبيعية
في عام 1979م، تمت حماية محمية بونتا تومبو التي تبلغ مساحتها 2.1 كيلومتر مربع (0.8 ميل مربع)، وهي واحدة من مناطق الجذب السياحي الرئيسية في تشوبوت.

### مستعمرة البطريق الماجلاني
تتعرض مستعمرة البطريق الماجلاني في بونتا تومبو للصيد الجائر، وانسكابات وتسريبات النفط، وكثير منها لا يتم الإبلاغ عنه. أدى أحد هذه التسريبات في أغسطس من عام 1991 بحياة ما لا يقل عن 16000 من طيور البطريق الماجلاني، بعضها وصل إلى اليابسة في بونتا تومبو في حالة ملوثة بالزيت.